# Elaphrus californicus
Elaphrus californicus är en skalbaggsart som beskrevs av Mannerheim. Elaphrus californicus ingår i släktet Elaphrus och familjen jordlöpare. Inga underarter finns listade i Catalogue of Life.